# James McCormack
James McCormack Jr. (né le 8 novembre 1910 et mort le 3 janvier 1975) est un officier de l'United States Army. Après avoir participé à la Seconde Guerre mondiale, il est devenu le premier directeur des applications militaires à la Commission de l'énergie atomique des États-Unis.

## Jeunesse et début de carrière

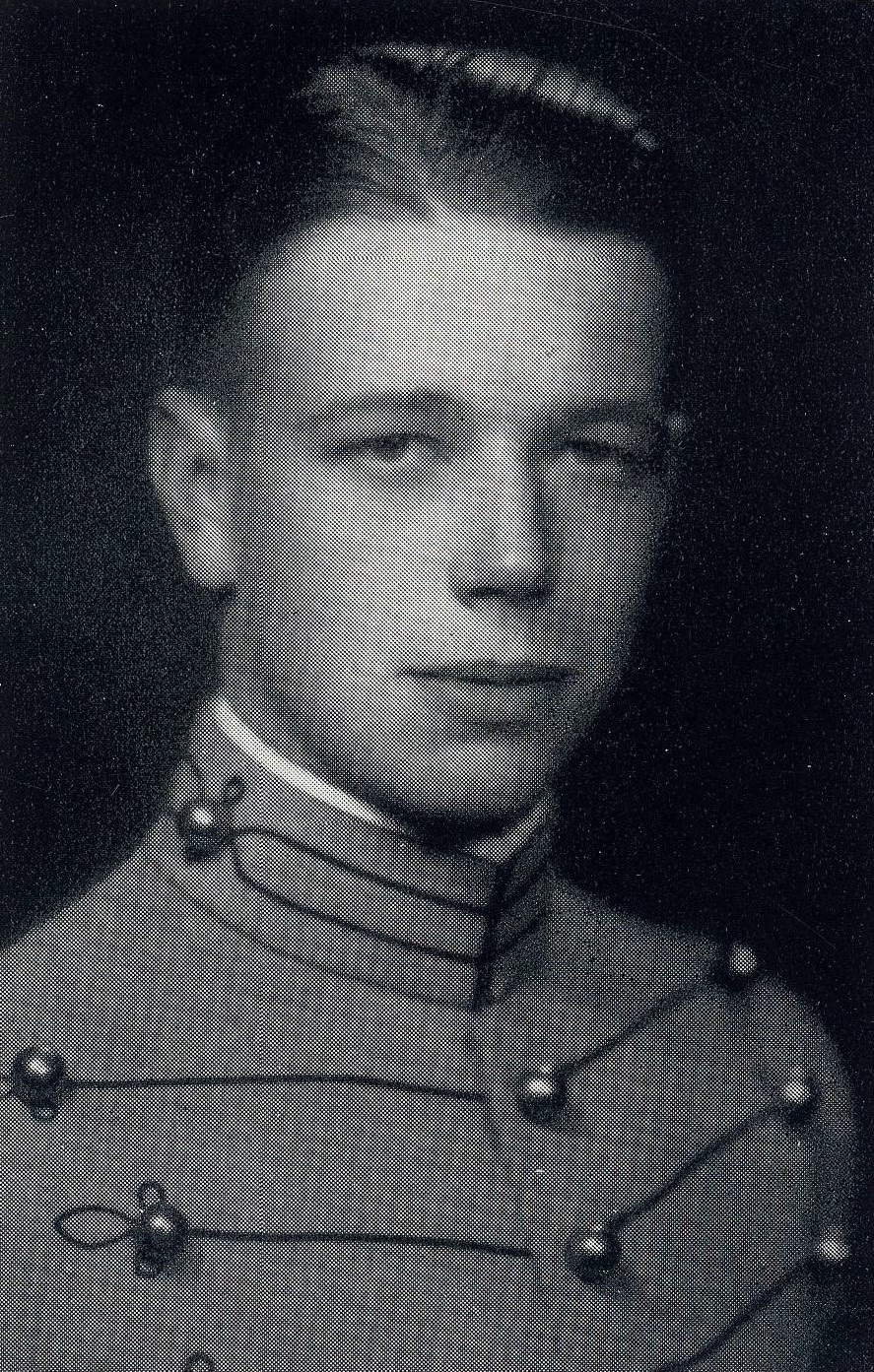
James McCormack en uniforme à West Point, lors de ses années de formation militaire.

James McCormack Jr. naît à Chatham (Louisiane) le 8 novembre 1910. 
Il fréquente la Riverside Military Academy (en) de Gainesville (Géorgie), puis l'Académie militaire de West Point à partir du 2 juillet 1928. Lors de sa graduation le 14 août 1932, il intègre le corps du génie de l'armée des États-Unis en tant que second lieutenant.
Boursier Rhodes, il quitte les États-Unis pour l'Angleterre afin d'étudier à l'Hertford College. Promu first lieutenant en août 1935, il obtient un baccalauréat universitaire ès lettres d'Oxford. De retour aux États-Unis, il intègre le 8e Engineers à Fort McIntosh (Texas) (en) en tant que commandant de troupe,.
En juin 1936, il commence des études au Massachusetts Institute of Technology (MIT), duquel il obtient une maîtrise universitaire en sciences en génie civil en août 1937. Il fréquente par la suite l'Engineering School de Fort Belvoir. En juin 1938, il est envoyé à Vicksburg (Mississippi) comme assistant ingénieur du Sardis Reservoir (en),.

## Seconde Guerre mondiale
McCormack est assigné à Fort Benning comme commandant de compagnie du 21e Engineers en octobre 1939. Promu capitaine le 9 septembre 1940, il sert un temps comme adjudant du 20e Engineers, puis commande temporairement l'un des bataillons du régiment avant de prendre la tête du 76e Engineer Company à Fort McClellan (Alabama) (en) au milieu de l'année 1941. Plus tard la même année, il fréquente le Command and General Staff College, puis est promu major le 1er février 1942. Il rejoint le personnel du département de la Guerre des États-Unis et est promu lieutenant-colonel le 9 octobre 1942.
En octobre 1943, McCormack devient chef de la branche des transports du premier groupe d'armées des États-Unis. Il est promu colonel le 1er décembre 1943. Le 1er juillet 1944, il devient chef du déploiement du 12e groupe d'armées, rôle qu'il occupe jusqu'au 28 mai 1945.
Le 4 juin, McCormack retourne au département de la Guerre des États-Unis, cette fois comme membre de la section politique et stratégie. Il y travaille en tant qu'officier du 16 février au 16 août 1946, puis est nommé chef de la section Politico-Military Survey de la division Operations and Plans.

## Guerre froide

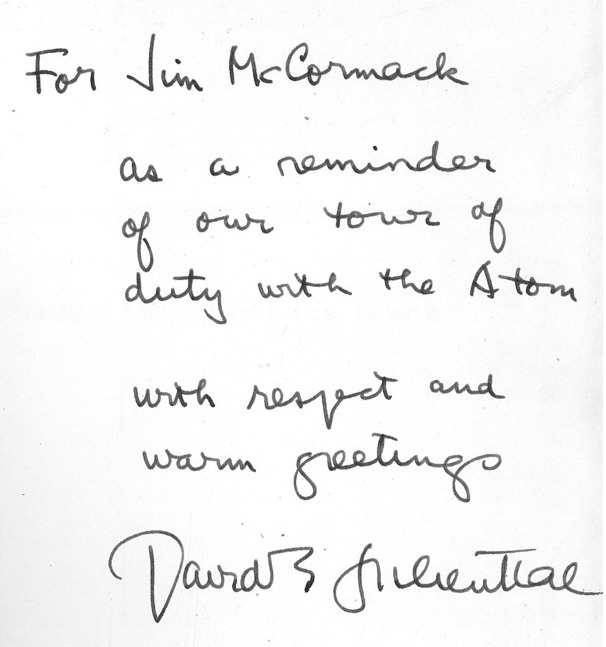
Note de David E. Lilienthal à James McCormack tirée du livre Change, Hope and the Bomb de Lilienthal (1963).

Inquiet pour la suite de sa carrière, McCormack est nommé directeur des applications militaires de la Commission de l'énergie atomique des États-Unis (AEC) après le désistement ou l'impossibilité de libération d'autres candidats. En conséquence, il est promu général de brigade,,.
McCormack discute avec Edward Teller de la possibilité de développer des armes thermonucléaires. McCormack en est l'un des premiers promoteurs et promet des puissances de l'ordre de la mégatonne. Il demande à Norris Bradbury, du Laboratoire national de Los Alamos, d'en faire une priorité. Le sujet fait débat et oppose l'United States Air Force à d'autres services, qui désirent des armes plus petites et tactiques. La faisabilité même de la chose fait débat entre Teller et d'autres scientifiques, tel Robert Oppenheimer. Ainsi, même après l'opération Greenhouse, les processus en cause dans les réactions thermonucléaires ne sont pas tout à fait compris.

## Fin de carrière
McCormack est transféré à l'United States Air Force le 25 juillet 1950. Après avoir quitté l'AEC en août 1951, il devient l'assistant spécial de l'adjoint du chef d'état-major de l'armée de la Force aérienne des États-Unis pour le développement. En janvier 1952, il est nommé directeur des applications nucléaires au Air Research and Development Center de Baltimore. Un peu plus tard, il est promu major général et devient commandant adjoint de l'Air Research and Development Command (en). À cette époque, on lui demande de témoigner à l'audition de sécurité de J. Robert Oppenheimer. Comme d'autres témoins, McCormack affirme qu'Oppenheimer était loyal et que, bien que les deux hommes ne s'entendaient pas sur le programme de développement d'armes thermonucléaires, il ne sentait rien de malhonnête ou de déloyal dans cette position de la part d'Oppenheimer.
McCormack prend sa retraite de l'Air Force en 1955. Il devient le premier dirigeant de l'Institute for Defense Analysis (en), une organisation de recherche sans but lucratif formé de  dix universités et visant à conseiller et soutenir les efforts de recherche du département de la Défense. En 1958, il est nommé  vice-président des relations industrielles et gouvernementales du MIT,. Il suggère, notamment, que le National Advisory Committee for Aeronautics serve de base pour une nouvelle agence spatiale, qui deviendra éventuellement la National Aeronautics and Space Administration (NASA).
En 1964, le gouverneur du Massachusetts Endicott Peabody nomme McCormack à la tête du Massachusetts Bay Transportation Authority. En octobre 1965, il prend la tête du COMSAT. Il quitte son poste pour des raisons de santé en 1970, bien qu'il demeure directeur.
McCormack meurt à sa résidence d'hiver sur l'île de Hilton-Head le 3 janvier 1975. Il est enterré au cimetière national d'Arlington.

## Prix et distinctions
Le 30 décembre 1944, James McCormack est décoré de la Legion of Merit pour son travail sur le front européen, ainsi que de la Bronze Star en mai 1945. Le gouvernement français lui accorde la croix de guerre le 29 janvier 1945 ainsi que l'ordre national de la Légion d'honneur le 3 octobre. Quant à lui, le gouvernement britannique le fait membre honoraire de l'ordre de l'Empire britannique le 24 mars 1945.
Le 8 avril 1947, il est récompensé de la feuille de chêne pour son service au sein du département de la guerre des États-Unis.
Pour son travail en tant que directeur des applications militaires à l'AEC, McCormack reçoit l’Army Distinguished Service Medal.